# Hatti (popolo)

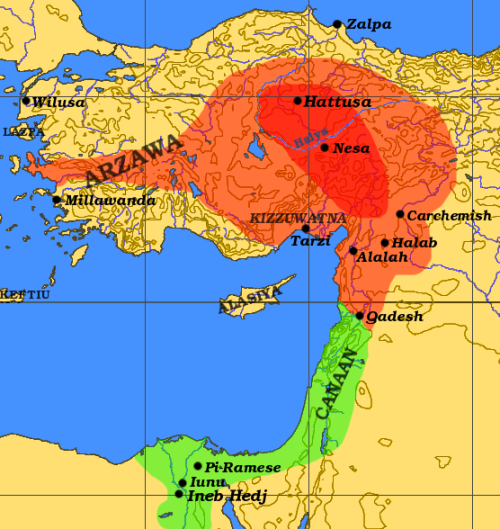
L'Impero ittita, che rimpiazzò gli Hatti, attorno al 1290 a.C. (in rosso), e in verde il dominio egizio

Il popolo Hatti o Khatti, detti Hattiti, Hattici oppure Pre-ittiti fu un antico popolo non-indoeuropeo insediato in Anatolia, detta anche "terra di Hatti", che subì varie ondate migratorie dei popoli indoeuropei fra il 2300 e 1700 a.C.

## Storia
Non avendo questo popolo lasciato testimonianze scritte dirette, ciò che oggi si sa sugli Hattici viene da testimonianze indirette di altre popolazioni e dagli scavi archeologici. È probabile che i sovrani Hattici usassero scribi che scrivevano in accadico per condurre gli affari in Mesopotamia.
L'antico nome dell'Anatolia centrale, cioè "Paese di Hatti", compare per la prima volta in tavolette mesopotamiche in cuneiforme degli Accadi (seconda metà del III millennio a.C.), tavolette in cui i mercanti assiri chiedono aiuto al re accadico Sargon. Il toponimo continuò a essere usato fino al 630 a.C., come dimostrano le cronache assire.
Questo popolo parlava la lingua hattica, non appartenente alla famiglia indoeuropea. Alla fine questo popolo si mescolò con gli Ittiti, i quali invece parlavano una lingua indoeuropea.
Gli Hattici erano organizzati in città-stato e piccoli regni teocratici che furono poi conquistati a uno a uno dagli Ittiti dopo il 2200 a.C. Anche dopo questa conquista gli Hattici continuarono a rappresentare la maggior parte della popolazione. Per questa ragione influenzarono molto gli Ittiti, che dagli Hattici ripresero gran parte della religione e della mitologia. La differenza tra Hattici e Ittiti emerge anche dalle descrizioni che gli Egizi danno in occasione della Battaglia di Kadesh, che parlano di individui molto diversi tra loro nell'aspetto.